# Zamek w Żydaczowie
Zamek w Żydaczowie – fortyfikacja (zamek) zbudowana na stromym cyplu (20–25 m wysokości) między sztucznym jeziorem a bagnistą doliną rzeki Stryj. Wzgórza, na których stał zamek, znajdują się w pobliżu północnych obrzeży Żydaczowa (obwód lwowski). 

## Historia
W czasach książęcych XI–XIII w. na cyplu znajdowała się jedna z osad wymienianego w kronikach miasta Żudecz (obecnie Żydaczów). Wiadomo, że Daniel Halicki w 1257 roku zdobył i zniszczył jedną z osad Żydaczowa, okupowaną przez bojarów opozycji.
Drewniany zamek obwarowany wałami i parkanami, należący do polsko-węgierskich dynastii panujących wybudowany został w XIV w – za czasów Kazimierza Wielkiego. Węgierska załoga, osadzona w zamku przez Ludwika Węgierskiego, została z niego usunięta dopiero osiem lat po śmierci króla w 1390 r. Zamek stał się rezydencją starostów królewskich powiatu żydaczowskiego ziemi lwowskiej województwa ruskiego. Po uzgodnieniach z burmistrzem i mieszczanami Jan z Czyżowa, kasztelan krakowski, starosta żydaczowski wydał w dniu 8 stycznia 1448 r. przywilej następującej treści: Pragnąc dobra i bezpieczeństwa mieszkańców, przychyliłem się do ich próśb. Mieszkańcy nie na mocy żadnego prawa, lecz z wolnej i dobrej swojej woli, wybudowali część warowni, pod warunkiem, że jeśli w następstwie czasu, zamek częściowo lub całkowicie ulegnie zniszczeniu, obywatele nie będą zobowiązani i zmuszani do jego odbudowania lub naprawy. Zapewnił również, że żadnych straży, ani wart w zamku pełnić nie będą. Jednak w razie napadu pogan do wspólnej obrony powinni przystąpić wszyscy mieszkańcy. Król Polski Kazimierz IV Jagiellończyk w Pyzdrach 17 grudnia 1474 r. pozwolił Feliksowi z Paniowa, swojemu dworzaninowi wykupić od Jana z Pilczy, kasztelana krakowskiego zamek wraz z miastem. Zamek został zdobyty w 1648 roku przez Kozaków, którzy go zrujnowali i zniszczyli archiwa miejskie. Według lustracji z 1661 r. drewniany zamek był już odbudowany. W XVIII w. popadł w ruinę. Król Polski Stanisław August Poniatowski w postanowieniu z 1767 r. napisał: Michał Rzewuski, wojewoda podolski, zamierza dla dobra powszechnego z dużym własnym nakładem doprowadzić spustoszały zamek do właściwego stanu. Z tego więc powodu król pozwala pociągnąć mieszczan do podwód, w okręgu do 10 mil i nie częściej jak dwa razy w roku, do końca jego życia. Zamiar Rzewuskiego, który zmarł w 1769 r., nie został urzeczywistniony.
Do dziś tylko głębokie rowy i nazwa – Wzgórze Zamkowe – przypominają o fortyfikacjach na przylądku. 

## Architektura, wyposażenie

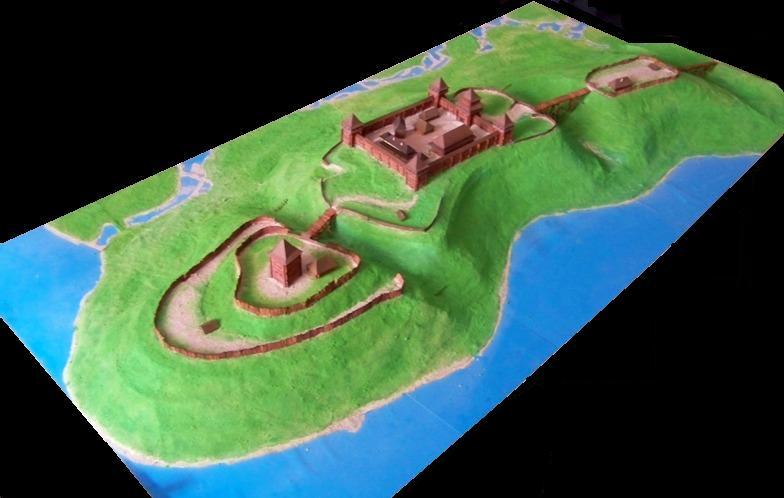
Rekonstrukcja zamku w Żydaczowie wg stanu z XVI wieku. Model Ihora Kaczora.

Zamek Żydaczowski znajdował się na centralnym wzgórzu przylądka za miastem. Zachował się opis zamku z lustracji w 1661 roku. Prostokątny zamek flankowany był czterema basztami, a przez wieżę bramną prowadziło wejście na dziedziniec, na którym znajdowała się rezydencja starosty. Były tam cztery izby, oficyny i nowa kaplica. Północne wzgórze było otoczone dwiema liniami płotów podbitych gontami, prawdopodobnie stała też strażnica. Wzgórze południowe otoczone było płotem. Pomiędzy wzgórzami nad rowami znajdowały się drewniane mosty, które rozbierano w czasie zagrożenia ze strony wroga. Wyposażenie zamku stanowiło osiem moździerzy i hakownic.
Wielkość osady, rodzaj umocnień nie są wiarygodnie określone ze względu na brak szeroko zakrojonych badań archeologicznych. W wykopaliskach o powierzchni 300 m² znaleziono szczątki trzech mieszkańców XII i XIII wieku, ceramikę, przedmioty metalowe, broń i ozdoby. Przylądek podzielony jest na części trzema głębokimi rowami, których czas kopania nie jest znany.